# Дойтер, Георг
Гео́рг До́йтер (нем. Georg Deuter, род. 1 февраля 1945, Фалькенхаген, Бранденбург, Германия) — немецкий музыкант, исполняющий медитативную музыку, основанную на смешении различных стилей и направлений.

## Биография
Родился Георг Дойтер 1 февраля 1945 года в послевоенной Германии в городе Фалькенхаген. Самостоятельно учился играть на гитаре, флейте, гармонике, и вообще на любом инструменте, который только мог достать. Однако серьёзно занялся музыкой лишь после того, как попал в автокатастрофу в двадцатилетнем возрасте.
Его первый альбом под названием «D» выпущен в 1970 году. Этот альбом обозначил начало музыкальной карьеры Дойтера, который начал закладывать основы нового жанра, экспериментируя с различными музыкальными инструментами и смешивая различные стили и направления музыки. Дойтер стоял у истоков музыки нью-эйдж, — именно его объединённое звучание электронных и акустических инструментов, приправленных звуками природы, положило начало стилю нью-эйдж.
В течение 1970-х—1980-х годов Дойтер путешествовал по Азии в поисках духовного и творческого вдохновения. В течение длительного времени жил в ашраме Ошо в Пуне (Индия) и являлся его учеником, взяв себе имя Чайтанья Хари. При помощи кассетной звукозаписи, подготовил ряд музыкальных композиций, которые использовались остальными учениками Ошо — саньясинами — в качестве фона для медитаций. При записи этой музыки Дойтер использовал как электронные синтезаторы, так и традиционные индийские музыкальные инструменты. Кроме того, Дойтер добавлял в музыку различные акустические эффекты, которые делали его мелодии плавными и расслабляющими. В Пуне Дойтер работал вместе с такими музыкантами, как Анугама, Карунеш и Гови.
В начале 1990-х Дойтер разорвал договор с немецкой звукозаписывающей компанией «Kuckuck Schallplatten», которая до этого выпускала альбомы Дойтера, и подписал контракт с американским издателем из Санта-Фе (штат Нью-Мексико) «New Earth Records», которым владели его товарищи, бывшие ученики Ошо, Брикку Шобер и Вадуда Парадизо. Новый контракт оказался очень прибыльным, поскольку музыку Дойтера стали приобретать, чтобы использовать в сеансах Рэйки, на сеансах массажа, в школах медитации и т. д.
В настоящее время Дойтер продолжает экспериментировать с различными музыкальными инструментами, включая барабаны, флейты, кото, ситар, фортепиано и т. д.

## Дискография
В скобках указан не год выхода альбома, а год фактической регистрации.
- D (1971)
- Aum (1972)
- Celebration (1973)
- Kundalini Meditation Music (1975)
- Nadabrahma Meditation Music (1975)
- Nataraj Meditation Music (1975)
- Tea from an empty Cup (1975)
- Riding the Bull (1976)
- Dynamic Meditation Music (1976)
- Haleakala (1978)
- Ecstasy (1978)
- Silence Is the Answer (1980)
- Cicada (1982)
- Nirvana Road (1984)
- Phantasiereisen (1984)
- San (1984)
- Call of the Unknown (1985)
- Phantasiereisen (1987)
- Land of Enchantment (1988)
- Healing Hypno Trances (1990)
- Bashos Pond (1990)
- Petrified Forest (1990)
- Sands of Time (1991)
- Henon (1992)
- Tao Te King Music & Words (1992)
- Relax (1993)
- Inside Hypno Relaxation (1994)
- Terra magica: Planet of Light (1994)
- Klänge der Liebe Relaxation (1995)
- Wind & Mountain (1995)
- In Trance Hypno (1995)
- Chakras (1995)
- Tu dir gut (1996)
- Nada Himalaya Tibetan Bells (1997)
- Reiki Hands of Light (1998)
- Die Blaue Blume (1998)
- Chakra (1998)
- Garden of the Gods (1999)
- Männerrituale Music & Words (2000)
- Frauenrituale Music & Words (2000)
- Sun Spirit (2000)
- Buddha Nature (2001)
- Wind & Mountain (2001)
- Like the Wind in the Trees (2002)
- Sea & Silence (2003)
- Earth Blue (2004)
- Tibet: Nada Himalaya, Vol. 2 (2005)
- East of the Full Moon (2005)
- Koyasan: Reiki Sound Healing (2007)
- Spiritual Healing (2008)
- Atmospheres (2009)
- Notes From a Planet (2009)
- Eternity (2009)
- Celebration of Light: Music for Winter and the Christmas Season (2009)
- Mystery of Light (2010)
- Empty Sky (2011)
- Flowers of Silence (2012)
- Ocean Waves (2012)
- Dream Time (2013)
- Mystic Voyage (2015)
- Reiki Hands of Love (2015)
- Illumination of the Heart (2015)
- Immortelle (2016)
- Space (2017)
- Bamboo Forest (2017)
- Sattva Temple Trance (2018)
- Mirage (2019)